# 戦国無双4
『戦国無双4』（せんごくむそうフォー）は、 コーエーテクモゲームスより2014年3月20日に発売されたPlayStation 3、PlayStation Vita用アクションゲーム。後にPlayStation 4、Nintendo Switchに移植された。戦国無双シリーズの第4作。
キャッチコピーは「運命に、火花散る。」。

## 戦国無双4
2013年9月9日に行われた「SCEJA プレスカンファレンス 2013」にて発表。戦国無双シリーズ10周年記念作品であり、ナンバリングタイトルとしては約4年ぶりの発売となる。
10周年にあたり、無双シリーズとして初になるアニメ化がされ、『戦国無双SP 〜真田の章〜』と題して2014年3月21日にテレビ東京系列にて放送された。2015年1月から3月までは『戦国無双』のタイトルでシリーズ放送された。プロデューサーはこれまでどおり鯉沼久史が担当するが、ディレクターが三枝修、シナリオ監修は『真・三國無双6』以来となる堀江慶が務めている。
ダウンロードコンテンツを多数収録する『戦国無双4 DX』はPlayStation 4とNintendo Switchにて2019年3月14日に発売された。

### 前作『3』からの変更・追加点

#### 無双演武
- これまでの武将ごとにシナリオを選んでいく形から『真・三國無双6』等のように勢力別にシナリオを選んでいく形に変更。全国各地の武将たちの活躍を描く「地方編」と、戦国時代の終焉を描いた「天下統一編」の2つを軸に、史実を元にした物語が展開していく。

#### アクション
- 一部のキャラクターのアクションタイプが変更し、新タイプの神速タイプが追加された。
- 敵武将には弾かれてしまう（特定時ヒット）が急加速して突進し広範囲の敵を一掃できる神速アクションが追加。
- 練技ゲージが最大の時に発動することで一定時間パワーアップと共に無双奥義・皆伝が発動可能になる無双極意が追加された。
- 『真・三國無双7』で採用された自動馬乗りが追加。
- 『戦国無双3 Empires』の影技回避を改良して採用。
- 無双奥義の仕様が変更。『3』までのように奥義中、自由に行動することができなくなった他、最後にフィニッシュ技が追加された。これに従い、カットインも発動時だったのがフィニッシュ前に入るように変更された。
- これまでは鍔迫り合い勝利後にしか発動できなかった殺陣が任意（条件あり）で発動可能になった。
- ダッシュ攻撃や鍔迫り合い、緊急回避が廃止。

#### システム
- キャラクターの成長システムが一新された。
- 武将選択はメイン武将とパートナー武将をそれぞれ1人ずつ選ぶ形になり『戦国無双 Chronicle』シリーズのように選んだ2人の武将を切り替えながらプレイできるようになった。ただし、2Pプレイ時は武将切り替えはできず1Pがメイン武将2Pがパートナー武将をそれぞれ操るこれまでのシリーズと同じ形式のシステムでプレイする形になる。
- 携帯道具には特定の条件下で無双武将を倒すことで入手でき、時間経過で何度も使用できる「家宝」が追加された。
- 士気ゲージが復活した。
- 戦国無双シリーズ初となるオンライン協力プレイ（同機種同士のみ）やPS3版とPS Vita版とのクロスセーブ機能が搭載された。

### その他
- 2014年のNHKの大河ドラマ『軍師官兵衛』とのタイアップで、ドラマ版の官兵衛の衣装がダウンロードできる。
- 後に発表されたPS4版だが、プロデューサーの鯉沼久史は「欧米が予想以上の早さで次世代に移行した為、急遽対応要請に応えたら、予定外の国内版も出来ました」と当初は国内版は発売する予定ではなかったことをTwitter上で呟いている[6]。

### 新キャラクター
新キャラクターとして真田信之、大谷吉継、松永久秀、片倉小十郎、上杉景勝、小早川隆景、小少将、島津豊久、早川殿が登場。また、『戦国無双 Chronicle 2nd』で初登場となった藤堂高虎、井伊直虎、柳生宗矩が参戦。更に、『戦国無双』以来の登場となる石川五右衛門、『戦国無双3』には登場しなかった宮本武蔵、佐々木小次郎がそれぞれ復活するなど歴代のPCは全て登場している。

### 新ゲームモード
流浪演武
エディットで作成された新武将を操り、各地で依頼される様々なクエストを達成し、日本全国を行脚していくモード。

### 新エディット要素
今作では『真・三國無双6 Empires』のように細かな個所の設定が可能でパーツもかなり増えており、またゲーム機本体に保存されている画像を奥義文字・家紋・肖像に設定することが可能。更に武器は恒例の日本刀・槍・薙刀と無双武将の武器（風魔小太郎を除く）の他に『Chronicle』シリーズ主人公の武器（男女共）の選択も可能になった。

## 戦国無双4-II
『戦国無双4-II』（せんごくむそうフォー・ツー）は、コーエーテクモゲームスより2015年2月11日に発売されたPlayStation 4、PlayStation 3、PlayStation Vita用アクションゲーム。同年9月からはPC(Steam)版も配信されている。
キャッチコピーは「信念（ドラマ）が、ここにある。」。
戦国無双シリーズ10周年記念作品。本作は無双シリーズでいう「猛将伝」といった形の作品ではなく、『4』のマイナーチェンジ版といった形の作品である。

### 4-IIでの追加点・変更点
- 新規キャラクターとして井伊直政が登場。
- 無双演武は勢力別に描かれていた『4』とは異なり、『3』までのような武将に焦点を当てたシナリオとなっている。
- 新モードとして『2』以来となる「無限城」が大幅にリニューアルされて復活。反対に「流浪演武」は廃止された。
- 強過ぎた神速アクションが見直され、神速アクションを弾く大盾兵が追加されていたりと調整がされた。その他、兵士の行動パターンの追加や武将のアルゴリズムの強化などシステムが大幅に見直されている。
- 属性やレアリティ、パラメータごとにバリエーションが多彩になった武器や、「技能」を修得することによって武将が強化されるなど、成長システムが一新された。これらの仕様により携帯道具や家宝は廃止された。その他、武器同士や軍馬同士を合成して強化することが可能になった。
- UIが見直され、戦闘中に出てくる文章が邪魔にならなくなった。
- 新規ステージとして、甲州、大坂城下、木津川口、 奥州、杭瀬川が追加。
- 様々なシステムが異なる仕様のため『4』のセーブデータを引き継ぐことはできないが、データを連動することで特典がもらえる。DLCは特製衣装やエディットパーツ、軍馬、武器セットを引き継ぐことが可能。

## 戦国無双4 Empires
『戦国無双4 Empires』（せんごくむそうフォー エンパイアーズ）は、 コーエーテクモゲームスより2015年9月17日に発売されたPlayStation 4、PlayStation 3、PlayStation Vita用アクションゲーム。
キャッチコピーは「究極の、国取り無双。」。

## 主題歌
戦国無双4「Reverb」
作詞・作曲 - 清春 / 編曲 - 三代堅、黒夢 / 歌 - 黒夢
戦国無双4-II「戦-ikusa」
作詞・作曲 - 亜沙 / 歌 - 和楽器バンド

## テレビアニメ
2014年3月21日にテレビ東京系列6局にて『戦国無双SP 〜真田の章〜』（せんごくむそうスペシャル さなだのしょう）のタイトルで特別番組として放送。本作『4』を題材とした内容となっており、主題歌も『4』と同じく黒夢の「Reverb」を採用している。また本作は「戦国無双4 アニメBOX」や「戦国無双4 TREASURE BOX」にそれぞれBlu-ray Discとして収録されている。同年12月4日にこのアニメ作品のみのものが発売された。
2015年1月より3月まで『戦国無双』のタイトルでテレビシリーズとして放送された。TVシリーズオリジナルキャラクターとして豊臣秀頼（声：小野賢章）と徳川秀忠（声：海老名翔太）が登場する。
2015年6月19日より7月17日まで株式会社ポケラボが提供するスマホゲーム『戦乱のサムライキングダム』とコラボイベントを開催している。

### スタッフ
- 原作 - 「戦国無双4」コーエーテクモゲームス
- 製作総指揮 - 鯉沼久史
- 監督 - 於地紘仁
- 助監督 - 吉村文宏（TVシリーズ）
- シリーズ構成 - 山田由香
- キャラクターデザイン・総作画監督 - つなきあき
- サブキャラクターデザイン（TVSP） - 一居一平
- 美術監督 - 佐藤正浩（TVSP）→永吉幸樹（TVシリーズ）
- 色彩設計 - 林加奈子（TVシリーズ）
- 撮影監督 - 柳田貴志（TVシリーズ）
- 編集 - 近藤勇二（TVSP）→渡部珠未（TVシリーズ）
- 音響監督 - 小泉紀介
- 音楽 - コーエーテクモゲームス、稲毛謙介
- 音楽プロデューサー - 吉松洋二郎
- プロデューサー - 三枝修、細谷伸之（TVSP）→数野高輔（TVシリーズ）、麻生一宏、田中宏幸・関根瑛一（TVシリーズ）
- アニメーションプロデューサー - 後藤史臣、橋本信太郎（TVシリーズ）
- アニメーション制作 - TYOアニメーションズ、手塚プロダクション（TVシリーズ）
- 制作 - NAS
- 製作
  - TVSP - 戦国無双SP 〜真田の章〜 製作委員会（コーエーテクモゲームス、テレビ東京、NAS）
  - TVシリーズ - アニメ戦国無双製作委員会（コーエーテクモゲームス、テレビ東京、NAS、エイベックス・ピクチャーズ、エイベックス・ミュージック・クリエイティヴ）

### 主題歌
TVSP
エンディングテーマ「Reverb」
作詞・作曲 - 清春 / 編曲 - 三代堅、黒夢 / 歌 - 黒夢

TVシリーズ
オープニングテーマ「戦-ikusa」
作詞・作曲 - 亜沙 / 歌 - 和楽器バンド
エンディングテーマ「なでしこ桜」
作詞・作曲 - 鈴華ゆう子 / 歌 - 和楽器バンド

### 各話リスト
| 話数            | サブタイトル                           | 脚本       | 絵コンテ        | 演出            | 作画監督 |
| --------------- | -------------------------------------- | ---------- | --------------- | --------------- | --- |
| SP 〜真田の章〜 | SP 〜真田の章〜                        | 山田由香   | 於地紘仁 片貝慎 | 於地紘仁 片貝慎 | 一居一平、鈴木彩乃、湖川友謙 松下純子、西田美弥子、田中彩 鈴木春香、臼田美夫、青木真理子 湖川友謙、関崎高明（アクション） |
| 第一話          | 天下一の桜                             | 山田由香   | 於地紘仁        | 片貝慎          | 根津隣行 |
| 第二話          | 犬伏の別れ                             | 山田由香   | 吉村文宏        | 浅利藤彰        | 斉藤圭太 |
| 第三話          | 上田城の嵐                             | 冨岡淳広   | 西田正義        | 三家本泰美      | 清水恵蔵、joo hyun woo seo jung duck、shin min sedo 千葉茂（アクション）                                                  |
| 第四話          | 関ヶ原の落日                           | 冨岡淳広   | きみやしげる    | きみやしげる    | 一居一平、関崎高明、臼田義夫 滝吾朗、鈴木彩乃、松下純子                                                                   |
| 第五話          | 命の行先                               | 宇恩寺稚子 | 吉村文宏        | 又野弘道        | 青木一紀 |
| 第六話          | 心の檻                                 | 山田由香   | 鈴木卓夫        | 片山みゆき      | 片山みゆき |
| 第七話          | 紅蓮の刃                               | 冨岡淳広   | 西田正義        | 西田正義        | 西田正義 |
| 第八話          | 帰らずの道                             | 宇恩寺稚子 | ありえゆうき    | 片貝慎          | 松下純子、鈴木彩乃 関崎高明、一居一平 LEE BOO NEE、SEO SUN YEONG                                                          |
| 第九話          | 大坂の風                               | 山田由香   | 鈴木卓夫        | 浅利藤彰        | 斉藤圭太 |
| 第十話          | 無双の砦                               | 冨岡淳広   | 片貝慎          | きみやしげる    | Lim Choedeok、Lee BooHee Seo Sunyeong、Lee Seokin                                                                         |
| 第十一話        | 孤高の城                               | 宇恩寺稚子 | 吉村文宏        | 又野弘道        | 根津隣行 |
| 第十二話        | 日本一（ひのもといち）の兵（つわもの） | 宇恩寺稚子 | 吉村文宏        | 片貝慎          | 野田智弘、鈴木彩乃、松下純子 藤岡真紀、安田京弘、千葉茂 Lee BooHee、Seo Sunyeong 関崎高明（アクション）                   |

### 放送局
| 放送期間      | 放送時間           | 放送局         | 対象地域       | 備考             |
| ------------- | ------------------ | -------------- | -------------- | ---------------- |
| 2014年3月21日 | 金曜 12:00 - 13:00 | テレビ東京     | 関東広域圏     | 製作参加         |
|               |                    | テレビ北海道   | 北海道         |                  |
|               |                    | テレビ愛知     | 愛知県         |                  |
|               |                    | テレビ大阪     | 大阪府         |                  |
|               |                    | テレビせとうち | 岡山県・香川県 |                  |
|               |                    | TVQ九州放送    | 福岡県         |                  |
| 2015年1月1日  | 木曜 21:30 - 22:30 | AT-X           | 日本全域       | リピート放送あり |

| 放送期間        | 放送時間                      | 放送局     | 対象地域   | 備考                      |
| --------------- | ----------------------------- | ---------- | ---------- | ------------------------- |
| 2015年1月12日 - | 月曜 1:35 - 2:05（日曜深夜）  | テレビ東京 | 関東広域圏 | 製作参加                  |
| 2015年1月13日 - | 火曜 1:15 - 1:45（月曜深夜）  | テレビ大阪 | 大阪府     |                           |
| 2014年1月13日 - | 火曜 2:35 - 3:05（月曜深夜）  | テレビ愛知 | 愛知県     |                           |
| 2015年1月16日 - | 金曜 2:28 - 2:58（木曜深夜）  | BSジャパン | 日本全域   | BS放送                    |
| 2015年1月17日 - | 土曜 18:30 - 19:00            | AT-X       | 日本全域   | CS放送 / リピート放送あり |
| 2015年1月31日 - | 土曜 1:35 - 2:05 （金曜深夜） | 奈良テレビ | 奈良県     |                           |

| 放送期間        | 放送時間                   | 放送局             | 備考 |
| --------------- | -------------------------- | ------------------ | ---- |
| 2015年1月18日 - | 日曜 0:00（土曜深夜） 更新 | ニコニコチャンネル |      |
|                 | 日曜 22:00 - 22:30         | ニコニコ生放送     |      |

### BD / DVD
| 巻 | 発売日        | 収録話          | 規格品番       | 規格品番       |
| 巻 | 発売日        | 収録話          | BD             | DVD            |
| -- | ------------- | --------------- | -------------- | -------------- |
| 1  | 2015年3月18日 | 第1話 - 第2話   | EYXA-10328/B/P | EYBA-10322/B/P |
| 2  | 2015年4月22日 | 第3話 - 第4話   | EYXA-10329/B/P | EYBA-10323/B/P |
| 3  | 2015年5月20日 | 第5話 - 第6話   | EYXA-10330/B/P | EYBA-10324/B/P |
| 4  | 2015年6月17日 | 第7話 - 第8話   | EYXA-10331/B/P | EYBA-10325/B/P |
| 5  | 2015年7月22日 | 第9話 - 第10話  | EYXA-10332/B/P | EYBA-10326/B/P |
| 6  | 2015年8月19日 | 第11話 - 第12話 | EYXA-10333/B/P | EYBA-10327/B/P |